# Dichochrysa ifranina
Dichochrysa ifranina är en insektsart som först beskrevs av Navás 1936.  Dichochrysa ifranina ingår i släktet Dichochrysa och familjen guldögonsländor. Inga underarter finns listade i Catalogue of Life.